# Placa Dorada del Partido
La Placa Dorada del Partido (en alemán: Goldene Parteiabzeichen) era una placa especial del Partido Nacionalsocialista. Fue portada por los primeros 100 000 miembros del partido (éstas se caracterizaban por tener el número del miembro del partido marcado en el reverso) y por otras personas a la discreción de Adolf Hitler (esas placas tenían las iniciales 'A.H.' estampadas en el reverso).

## Descripción

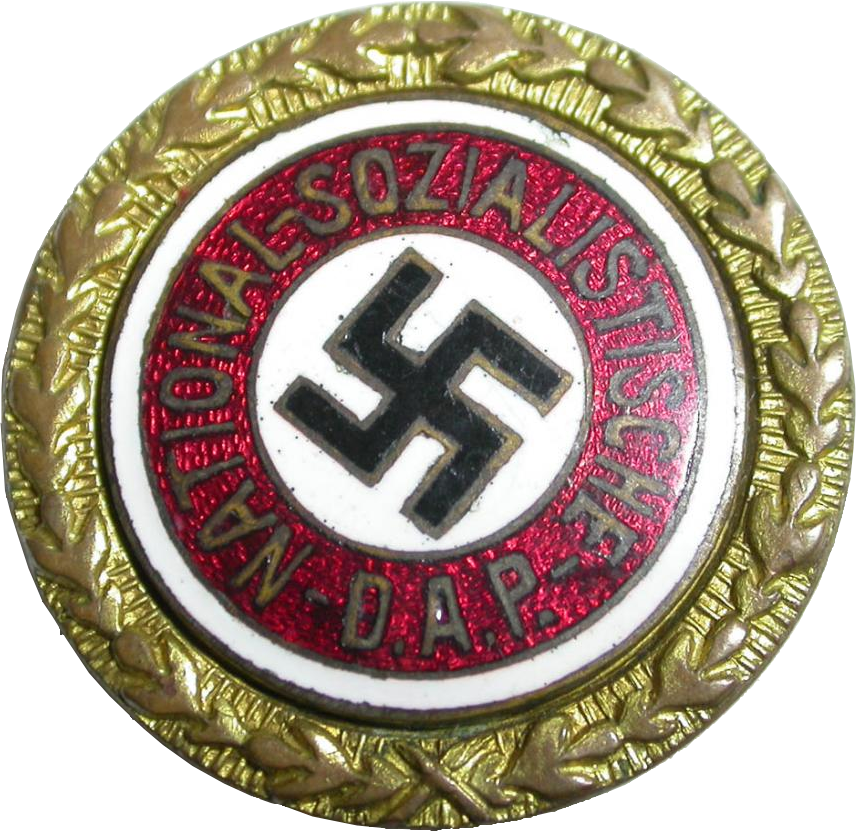
Placa Dorada del Partido Nacionalsocialista Obrero Alemán.

La Placa Dorada del Partido era la placa básica del NSDAP, que incluía una corona de flores dorada rodeando la placa. La placa era otorgada en dos tamaños: 30.5 mm para uniformes y 24 mm para trajes de civil.

## Historia
Adolf Hitler portó esta placa en sus uniformes todo el tiempo, siempre en este orden: primero la placa dorada del partido, después la Cruz de Hierro de primera clase de 1914 y finalmente su condecoración por heridas de guerra al servicio de Alemania.
Debido a esta placa se usaba el apodo "Faisanes Dorados" para designar a sus portadores, los Alte Kämpfer (viejos combatientes, vieja guardia) y aquellos favorecidos por el Führer: la élite del NSDAP). Después de que Adolf Hitler llegase al poder en 1933, hubo una oleada de solicitudes de alemanes para entrar en el NSDAP. Los "Faisanes Dorados" veían a esos nuevos miembros con desprecio, dado que sus solicitudes eran más por oportunismo que por idealismo. La placa básica del Partido Nazi que los miembros más recientes portaban era llamada sarcásticamente "Die Angstbrosche" (la placa del temor o el broche del miedo) por la 'vieja guardia'.
Portar esta placa era un símbolo distintivo como "un verdadero patriota", además de facilitar el acceso a lugares donde solo acudía la élite del brazo político o militar. Sin embargo, el libro de organización del NSDAP (Organisationsbuch der NSDAP) establecía el modo apropiado de portar la insignia, ya que se debía llevar en el lado izquierdo sobre el bolsillo, en el caso de los militares, y en la solapa izquierda en el caso de los civiles.
Esta fue la única insignia que portaban tanto civiles como militares. 

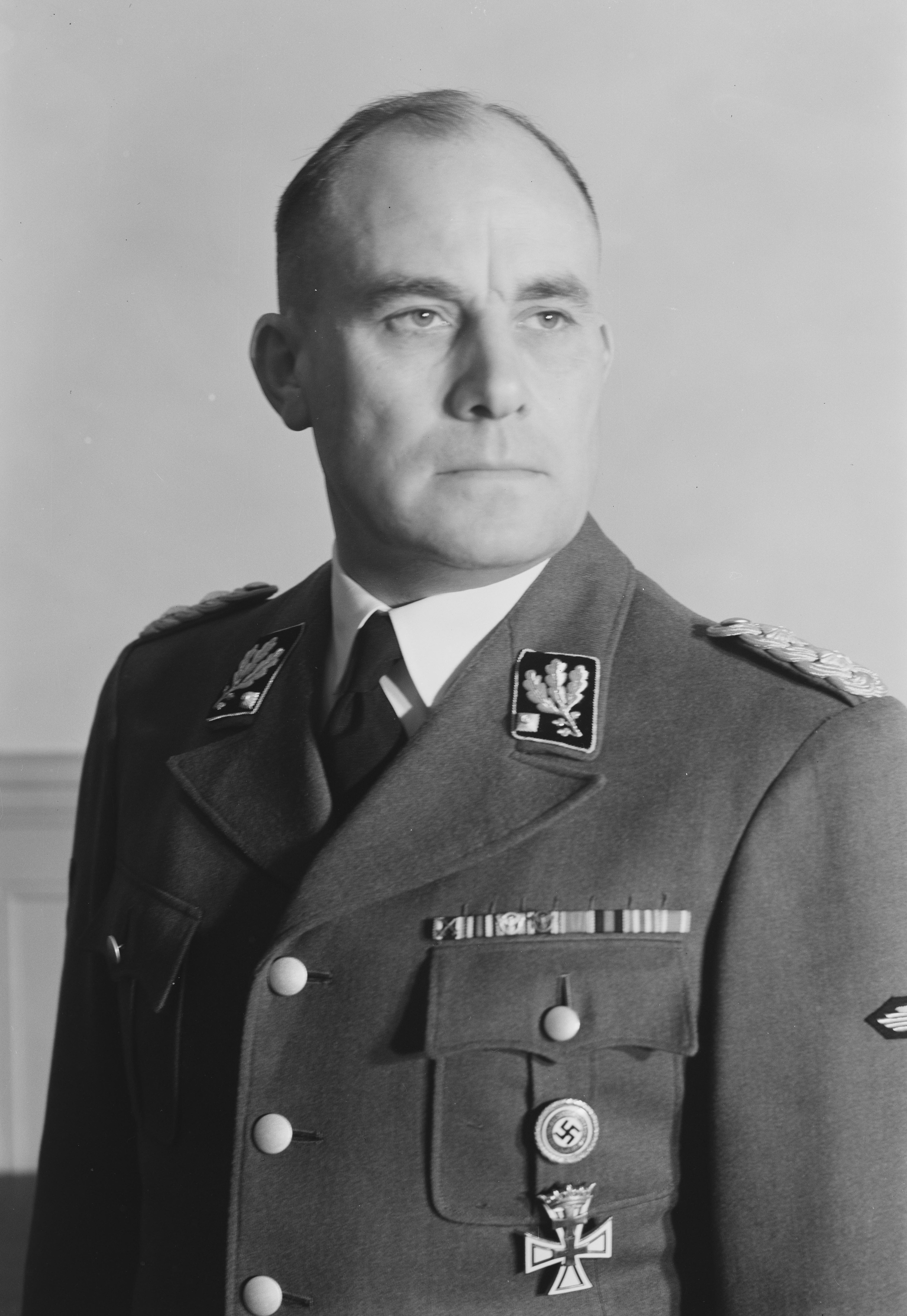
Wilhelm Rediess con la insignia dorada del partido en 1941

Si bien los tres conocidos de Adolf Hitler, las insignias doradas personales del partido están estampadas con el número '7', el número de su partido emitido era '555'. Al principio, los miembros fundadores del partido querían que su número de miembros pareciera mayor, por lo que publicaron números que comenzaban con 500.

## Portadores notables
- Adolf Hitler
- Joseph Goebbels
- Hermann Göring
- Heinrich Himmler
- Reinhard Heydrich
- Rudolf Hess
- Karl Hanke
- Wilhelm Keitel
- Richard Darré
- Joachim von Ribbentrop
- Viktor Lutze
- Hans Frank
- Konstantin von Neurath
- Franz Schwarz
- Ernst Röhm
- Erhard Milch
- Franz Xaver von Epp
- Theodor Eicke
- Artur Axmann
- Alfred Meyer
- Otto-Heinrich Drechsler
- Hinrich Lohse
- Robert Ley
- Odilo Lotario Globocnik
- Max Amann
- Philipp Bouhler
- Karl Wahl
- Walther Funk
- Otto Georg Thierack
- Hans Heinrich Lammers
- Franz Gürtner
- Arthur Seyss-Inquart
- Erich Raeder
- Eduard Dietl
- Ferdinand Schemer
- Ernst Kaltenbrunner
- Hans Günther
- Hans-Adolf Prützmann
- Kurt Daluege
- Paul Hausser
- Josef Dietrich
- Horst Wessel
- Karl Dönitz
- Walther von Brauchitsch
- Werner von Blomberg
- Lothar Rendulic
- Erich von dem Bach
- Magda Goebbels
- Albert Speer
- Hans Helwig
- Rudolf Hess
- Anni Winter
- Heinrich Hoffmann
- Heinrich Hoffmann Junior
- Heinz Linge